# Maurice Cullen

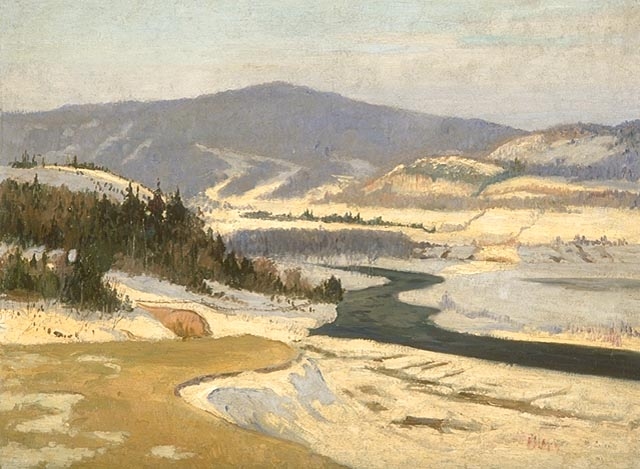
Dolina rzeki Devil, 1928, National Gallery of Canada

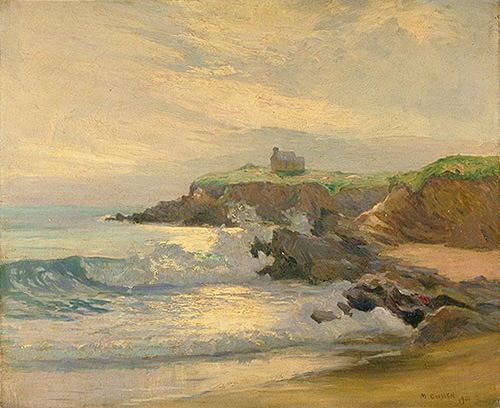
Wybrzeże Bretanii w Le Pouldu, 1901, Musée national des beaux-arts du Québec

Maurice Galbraith Cullen (ur. 6 czerwca 1866 w St. John’s, Nowa Fundlandia, zm. 28 marca 1934 w Chambly, Quebec) – kanadyjski malarz, pejzażysta.
Wychował się w Montrealu i tam studiował rzeźbę w Institut National des Beaux-Arts et des Sciences. W 1889 wyjechał kontynuować naukę do Paryża, jego nauczycielami byli malarze akademiccy Jean-Léon Gérôme i Elie Delaunay. W czasie pobytu we Francji artysta zetknął się z twórczością impresjonistów i barbizończyków, którzy mieli znaczący wpływ na jego rozwój. Po powrocie do Kanady malował przede wszystkim widoki miejskie i pejzaże m.in. St. John's, Rzeki Świętego Wawrzyńca i Gór Skalistych. Kilkakrotnie wracał do Europy, w czasie I wojny światowej był malarzem wojennym. Posługiwał się techniką olejną i pastelami, malował najczęściej w plenerze, często w niskich temperaturach.
Maurice Cullen osiągnął w ojczyźnie znaczny sukces artystyczny, był członkiem Royal Canadian Academy of Arts i pierwszym wiceprzewodniczącym Arts Club w Montrealu. Pracował też jako wykładowca w Art Association of Montreal. Uważany jest obecnie za jednego z pierwszych popularyzatorów impresjonizmu w Kanadzie. Największe zbiory jego prac posiada National Gallery of Canada w Ottawie.